# ニューオリンズ美術館
ニューオリンズ美術館(New Orleans Museum of Art)はルイジアナ州ニューオリンズにある美術館である。

## 沿革
1910年、実業家のアイザック・デルガド（Isaac Delgado）が美術館創設の目的でニューオリンズ市に寄付をし、翌年ニューオリンズ美術館が開館した。

## コレクション
イタリア・ルネサンス期から近代まで40,000点以上を所蔵している。その中にはエドガー・ドガ、クロード・モネ、ピエール・オーギュスト・ルノワール、パブロ・ピカソ、アンリ・マティス、ピサネロ、オーギュスト・ロダン、ポール・ゴーギャン、ジョルジュ・ブラック、ラウル・デュフィ、ジョアン・ミロ、ジャクソン・ポロック、メアリー・カサット、ジョージア・オキーフなどがある。その他写真やガラス製品、陶器、インペリアル・イースター・エッグ、細密画、ネイティヴ・アメリカンのアート、中米や先コロンブス期の美術品、日本や中国の品もある。

## 参照
1. ↑  “Delgado, Isaac”.   Louisiana Historical Association, An Encyclopedia of Louisiana Biography. 2012年1月26日閲覧。
2. ↑  “New Orleans Museum of Art, permenant collection”. 2012年1月26日閲覧。